# 受験旬報
『受験旬報』（じゅけんじゅんぽう）は、歐文社（後の旺文社）通信添削会が刊行していた通信教育会員向け機関誌。

## 概要
旺文社創業者であり同誌の発行人であった赤尾好夫は、自ら編集長を担当する力の入れようであった。毎号必ず掲載された赤尾好夫の巻頭言は、受験生を大いに啓発し感銘を与えたという。1932（昭和7）年10月創刊。当初旬刊、後月刊となる。主な読者は旧制高等学校、旧制専門学校、大学予科の受験生。1941（昭和16）年10月号より螢雪時代と改題された。